# Путталам (підрозділ окружного секретаріату)
Підрозділ окружного секретаріату Путталам — підрозділ окружного секретаріату округу Путталам, Північно-Західна провінція, Шрі-Ланка. Складається з 22 Грама Ніладхарі.